# 路易吉·斯卡拉
路易吉·斯卡拉（義大利語：Luigi Scala，1979年1月25日—），意大利男子赛艇运动员。他曾代表意大利参加世界赛艇锦标赛，获得四枚金牌、二枚银牌和二枚铜牌，均来自男子轻量级八人单桨有舵手项目。